# Grand Prix Mexika 1970
Grand Prix Mexika 1970 (oficiálně IX Gran Premio de Mexico) se jela na okruhu Autódromo Hermanos Rodríguez v Mexico City v Mexiku dne 25. října 1970. Závod byl třináctým v a zároveň posledním v pořadí v sezóně 1970 šampionátu Formule 1.

## Závod
| Poř.   | No. | Jezdec               | Konstruktér  | Počet kol | Čas/Odstoupení  | Pořadí na startu | Body |
| ------ | --- | -------------------- | ------------ | --------- | --------------- | ---------------- | ---- |
| 1      | 3   | Jacky Ickx           | Ferrari      | 65        | 1:53:28.36      | 3                | 9    |
| 2      | 4   | Clay Regazzoni       | Ferrari      | 65        | +24.64          | 1                | 6    |
| 3      | 8   | Denny Hulme          | McLaren-Ford | 65        | +45.97          | 14               | 4    |
| 4      | 12  | Chris Amon           | March-Ford   | 65        | +47.05          | 5                | 3    |
| 5      | 6   | Jean-Pierre Beltoise | Matra        | 65        | +50.11          | 6                | 2    |
| 6      | 19  | Pedro Rodriguez      | BRM          | 65        | +1:24.76        | 7                | 1    |
| 7      | 20  | Jackie Oliver        | BRM          | 64        | +1 kolo         | 13               |      |
| 8      | 17  | John Surtees         | Surtees-Ford | 64        | +1 kolo         | 15               |      |
| 9      | 7   | Henri Pescarolo      | Matra        | 61        | +4 kola         | 11               |      |
| NC     | 23  | Reine Wisell         | Lotus-Ford   | 56        | Neklasifikován  | 12               |      |
| Ret    | 15  | Jack Brabham         | Brabham-Ford | 52        | Motor           | 4                |      |
| Ret    | 1   | Jackie Stewart       | Tyrrell-Ford | 33        | Zavěšení        | 2                |      |
| Ret    | 9   | Peter Gethin         | McLaren-Ford | 27        | Motor           | 10               |      |
| Ret    | 16  | Rolf Stommelen       | Brabham-Ford | 15        | Palivový systém | 17               |      |
| Ret    | 2   | François Cevert      | March-Ford   | 8         | Motor           | 9                |      |
| Ret    | 14  | Graham Hill          | Lotus-Ford   | 4         | Přehřátí        | 8                |      |
| Ret    | 11  | Jo Siffert           | March-Ford   | 3         | Motor           | 16               |      |
| Ret    | 24  | Emerson Fittipaldi   | Lotus-Ford   | 1         | Motor           | 18               |      |
| Zdroj: |     |                      |              |           |                 |                  |      |

## Průběžné pořadí po závodě
Pohár jezdců
|        | Pořadí | Jezdec         | Body |
| ------ | ------ | -------------- | ---- |
|        | 1      | Jochen Rindt   | 45   |
|        | 2      | Jacky Ickx     | 40   |
|        | 3      | Clay Regazzoni | 33   |
| 2      | 4      | Denny Hulme    | 27   |
| 1      | 5      | Jackie Stewart | 25   |
| Zdroj: |        |                |      |

Pohár konstruktérů
|        | Pořadí | Konstruktér  | Body    |
| ------ | ------ | ------------ | ------- |
|        | 1      | Lotus-Ford   | 59      |
|        | 2      | Ferrari      | 52 (55) |
|        | 3      | March-Ford   | 48      |
|        | 4      | Brabham-Ford | 35      |
|        | 5      | McLaren-Ford | 35      |
| Zdroj: |        |              |         |